# Tamansari (Pugung)
Tamansari is een bestuurslaag in het regentschap Tanggamus van de provincie Lampung, Indonesië. Tamansari telt 3932 inwoners (volkstelling 2010).